# Mathráki
Mathráki (en grec moderne : Μαθράκι, ancienne forme : Μαθράκιον) est une île grecque appartenant à l'archipel des îles Ioniennes. 

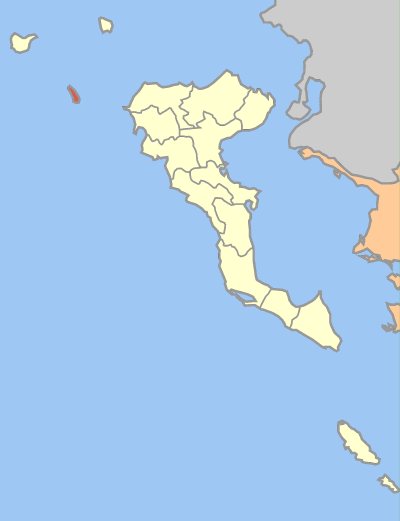

À l'entrée en vigueur de la réforme des collectivités locales en 2011, l'île devient un district municipal du dème (municipalité) de Corfou. Depuis 2019, elle est rattachée au dème de Corfou-Centre et des îles Diapontiques à la suite de la suppression du dème unique de Corfou dans le cadre du programme Clisthène I. Sa population était de 329 habitants au recensement de 2011. Mathraki est à 45 minutes en bateau de la côte au large de Corfou (7,5 kilomètres du cap Arillas (el)).
Elle dispose de trois restaurants qui servent aussi de magasins généraux, villas et "chambres à louer". Mathráki est une île paisible qui arrive à rester à l'écart des touristes, sauf pour les randonneurs occasionnels qui souhaitent gravir la côte rocheuse. Le district municipal comprend les îlots proches de Diakopo (el), Diáplo, Trachiá, Platia et Psyllos.